# Di truyền học quần thể
Di truyền học quần thể là một chuyên ngành của di truyền học nghiên cứu về những khác biệt trong di truyền bên trong và giữa các quần thể, và là một phần của sinh học tiến hóa. Các nghiên cứu trong nhánh của sinh học này xem xét các hiện tượng như thích nghi, hình thành loài và cấu trúc quần thể.
Di truyền học quần thể là một thành phần tối quan trọng trong sự nổi lên của thuyết tổng hợp tiến hóa hiện đại. Những người thành lập chính ra nó là Sewall Wright, J. B. S. Haldane và Ronald Fisher, những người cũng thành lập nên bộ môn liên quan là di truyền học số lượng. Ban đầu là một bộ môn chủ yếu là toán học, di truyền học quần thể hiện đại bao gồm cả lý thuyết, thí nghiệm và công tác thực địa. Các mô hình di truyền học quần thể được sử dụng cho cả việc suy luận thống kê từ dữ liệu chuỗi DNA và cho việc chứng minh/bác bỏ một khái niệm.
Thứ chia tách di truyền học quần thể ngày nay khỏi những hướng tiếp cận với tiến hóa mô hình mới hơn, kiểu hình hơn chính là việc nhấn mạnh vào các hiện tượng di truyền như gien trội, sự át gien, và mức độ mà sự tái kết hợp gien bẻ gãy sự mất cân bằng liên kết. Việc này khiến nó thích hợp để so sánh với dữ liệu hệ gien học quần thể.